# Це дивовижне життя
«Це прекра́сне життя́» (англ. «It's a Wonderful Life») — американський кінофільм режисера Френка Капри, знятий 1946 року.
Сюжет розгортається навколо Джорджа Бейлі, уродженця і мешканця маленького сільського містечка, що відмовився від мрій і прагнень у житті заради піклування про інших. Утім, зрештою охоплений відчаєм, він на порозі скоєння самогубства напередодні Різдва. Янгол-охоронець, посланець божий, завчасно приходить йому на допомогу завдяки молитвам Джорджа та його друзів і родини.
Створений на основі оповідання «Найбільший подарунок» (англ. The Greatest Gift), написаного 1939 року Філіпом Ван Дореном Стерном, він вважається одним з найнаснажливіших, популярніших і улюбленіших фільмів американського кіно, перегляд котрого стало традиційним за Різдва.
Фільм з Джеймсом Стюартом і Донною Рід у головних ролях отримав п'ять номінацій на премію Оскар. 1990 року його обрали задля збереження в Національному реєстрі фільмів Бібліотеки Конґресу США. 1998 року Американський інститут кіномистецтва поставив його на одинадцяте місце у своєму списку ста найкращих фільмів США усіх часів, але за десять років в оновленому рейтинґу він опустився до двадцятого. Також 2008 року ця ж організація помістила фільм на третє місце у категорії фентезі у переліку 10 найкращих у цьому жанрі за версією AFI.
На 1 березня 2024 року фільм займав 20-ту позицію у списку 250 найкращих фільмів за версією IMDb.
Український переклад зробила студія Омікрон на замовлення Гуртом..

## Сюжет
Фільм знятий за книгою «Найбільший подарунок» Філіпа Ван Дорена Стерна. Джордж Бейлі, житель невеликого містечка, настільки засмучений незліченними проблемами та несподіваним боргом, що думає про самогубство в переддень Різдва. Він завжди хотів виїхати з рідного міста, щоб побачити світ, але обставини та власне добре серце не дали йому покинути Бедфорд Фолз. Він пожертвував собою заради освіти брата, збирав кожен цент, щоб підтримувати родину, брав у борг, захищав містечко від злого банкіра Поттера, одружився з дівчиною, яку любив з дитинства, і утримував сім'ю. І ось Джордж готується стрибнути з мосту, але замість цього рятує свого ангела-охоронця, Клеренса Одбоді, який з'явився отримати свої крила. Клеренс показує йому, як погано було б у Бедфорд Фолзі без нього та всіх його добрих вчинків. Наповнений радістю до життя, Джордж йде додому до своєї люблячої сім'ї і друзів, з якими забуває про всі турботи, а жителі містечка допомагають йому грошима — несуть хто скільки має.

## Виробництво

### Сценарій і режисура

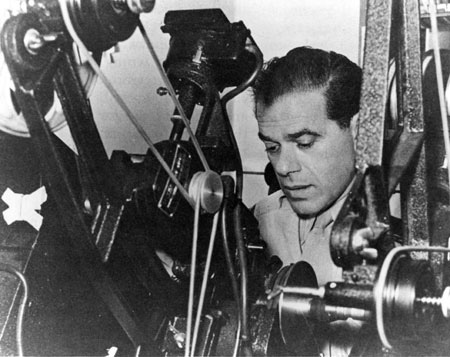
Френк Капра — співавтор, режисер і продюсер фільму

Сюжет фільму натхненний оповіданням Філіпа Ван Дорена Стерна, написаним 1939 року і спочатку опублікованим лише приватно. Ван Дорен Стерн зареєстрував право власності 1945 року, утім вже двома роками раніше він подарував його друзям і родині у вигляді різдвяної листівки. Згодом історія привернула увагу Кері Ґранта, який запропонував зняти про неї фільм студії RKO Pictures, з якою він був професійно пов'язаний. 1945 року RKO купила права приблизно за 10 000 доларів, також залучивши до проєкту Ґері Купера, який мав знятися разом із Ґрантом. Проте у вересні того ж року, проробивши три незадовільні сценарії, які також пройшли через Марка Коннеллі, Далтона Трамбо і Кліффорда Одетса, RKO вирішила продати права студії Liberty Films; натомість Ґрант приєднався до акторського складу іншого фільму на різдвяну тематику «Дружина єпископа».
10 квітня 1945 року, після повернення до США зі своєї служби у Другій світовій війні, Френк Капра спільно зі Семюелем Дж. Бріскіним засновують нову продюсерську компанію Liberty Films; за кілька місяців до них долучаються Вільям Вайлер і Джордж Стівенс. Капра, який вважав проєкт багатим на потенціалом, отримав права за ту ж суму, що раніше виплачена RKO, яка також надала вже наявні сценарії без доплачування. Капра, вибравши назву It's a Wonderful Life, став удосконалювати першоджерельну історію, додавши персонажа Поттера і створивши вигадане місто Бедфорд-Фоллс. Далі він найняв Альберта Гекетта та Френсіс Ґудріч задля кінцевого переписування сценарію, остаточна версія якого, за співучасті Джо Сверлінґа, була готова до середини квітня 1946 року.
Згідно з архівами Банку Америки, будинок Капра запросив позику у розмірі 1 540 000 доларів задля виробництва фільму.
В одному з інтерв'ю Френк Капра, який вважав цей фільм найкращим зі своїх витворів, заявив, що ключовою темою сюжету є важливість особистості та переконання, згідно з яким жодна людина не може вважатися невдахою. На думку деяких критиків, у «Це дивовижне життя» Капра вперше зміг повністю використати всі грані інтерпретаційних здібностей Джеймса Стюарта, давши простір навіть найтемнішим з них, що виникали в митях глибокої гіркоти та відчаю, з якими зіткнувся його образ. Режисерський стиль Капра включав посилення імпровізацій, які він завжди охоче спонукав. У сцені, де Джордж Бейлі роздає клієнтам гроші, накопичені на свій медовий місяць, режисер просто сказав Еллен Корбі, яка грає місіс Девіс, підійти до стійки та здивувати Стюарта; також реакції останнього, який цілує пані у щоку, у сценарії не було. Після успіху фільму 1984 року режисер отримав можливість заявити у Wall Street Journal:
|                                                        | «Фільм тепер живе своїм власним життям, і я можу дивитися на нього так, ніби я не мав до нього жодного відношення. Я як батько, чия дитина виростає президентом. Я пишаюся… але це дитина зробила всю роботу. Я навіть не подумав про це як про різдвяну історію, коли вперше натрапив на неї. Мені просто сподобався задум.» Оригінальний текст (англ.) «The film has a life of its own now and I can look at it like I had nothing to do with it. I'm like a parent whose kid grows up to be president. I'm proud... but it's the kid who did the work. I didn't even think of it as a Christmas story when I first ran across it. I just liked the idea.» |
| — Френк Капра в інтерв'ю Wall Street Journal 1984 року | |

### Акторський склад

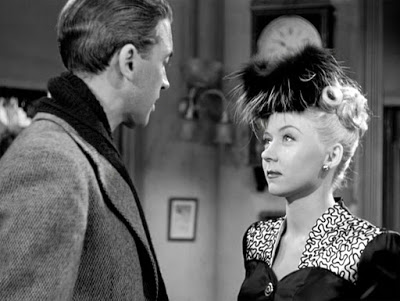
Джеймс Стюарт і Ґлорія Ґрем у трейлері

- Джеймс Стюарт грає головного героя Джорджа Бейлі (англ. George Bailey). Таким чином, Стюарт, якого Френк Капра від початку намічав на цю роль, першим приєднався до акторського складу, підписавши контракт 5 листопада 1945 року[4]. Також у своєму першому фільмі після служби у Другій світовій війні він не був упевнений, чи буде його виступ таким ж успішним як у довоєнний час. Під час зйомок він навіть прийшов попросити режисера пропустити пристрасну сцену, в котрій він ділиться телефоном з Донною Рід, якій пізніше судилося стати однією з найвідоміших у фільмі[6]. У сценах, що зображують квартиру Бейлі, можна побачити його справжню світлину у віці 6 років[7].
- Донна Рід грає Мері Хетч (англ. Mary Hatch). На відміну від того, що сталося із підбором Джорджа, Рід, яка зрештою підписала 9-річний контракт 15 березня 1946, не була початково найпершою кандидаткою на дану роль. Спершу Капра думав щодо Джин Артур, з якою він уже працював і яка вже грала зі Стюартом, але виявилася недоступною через зайнятість у театральній постановці; далі розглядалися також Олівія де Гевіленд, Марта Скотт і Енн Дворак. Як і Джеймс Стюарт, Донна Рід теж була із маленького сільського містечка; під час зйомок вона мала можливість продемонструвати своє селянське коріння, вигравши парі з Лайонелом Беррімором, який запропонував їй подоїти корову на знімальному майданчику[8]. Для сцени, в якій вона розбиває вікно каменем, Капра найняв метальника їй на підтримку, але вона здивувала усіх на майданчику, втрапивши з першого кидка без сторонньої допомоги, завдяки своїм навичкам, набутим у дитинстві уві грі в бейсбол зі своїми братами[6][7].
- Генрі Треверс грає янгола другого класу Кларенса Оддбоді (англ. Clarence Oddbody)[9][10][11]. Перед тим як отримати роль, Треверс також розглядався під час кастинґу на ролі дядька Біллі, Пітера Бейлі, батька Джорджа та містера Ґауера[4].
- Лайонел Беррімор у ролі Генрі Ф. Поттера (англ. Henry F. Potter). На цю роль Капра розглядав безліч акторів, а саме: Едґар Б'юкенен, Клод Рейнс, Чарльз Коберн, Вінсент Прайс, Ден Дюр'єа, Луї Келхерн, Отто Крюґер, Реймонд Мессі та Джордж Бенкрофт[6][7]. Коли Беррімора вибрали, Капра не зовсім задовольнила його зовнішність; тоді він доручив ґримерам зробити його максимально схожим на чоловіка, зображеного на знаменитій картині Ґранта Вуда «Американська готика»[4].
- Томас Мітчелл інтерпретує дядька Біллі Бейлі (англ. uncle Billy Bailey). Іншими акторами, які розглядалися на роль, були Баррі Фіцджеральд, Волтер Бреннан, Адольф Менжу та В. К. Філдс[6].
- Г. Б. Ворнер в ролі містера Ґауера (англ. Mr. Gower). Англійський актор з великим ентузіазмом взяв участь; в одній заяві для преси він мав нагоду сказати: «Я граю самого проклятого, брудного бомжа, якого ви коли-небудь бачили. Першокласний п'янчуга, завдяки невеликій часточці уяви Капра»[6].
- Семюел С. Гайндс у ролі Пітера Бейлі (англ. Peter Bailey), батько Джорджа. На цю роль Гайндсу віддали перевагу замість Генрі Треверса, Тома Таллі, Рассела Гікса, Терстона Голла і Мороні Олсена тощо[7].
- Ґлорія Ґрем у ролі Вайолет Бік (англ. Violet Bick). Актрису випадково помітив Капра, тоді як деякі з її кінопроб переглядалися кастинґ-директором MGM[4].

Також в акторському складі є Б'юла Бонді, перекладачка матері Джорджа Бейлі; Френк Файлен у ролі таксиста Ерні Бішопа; Ворд Бонд у ролі поліцейського Берта Джеймсона; Тодд Карнс у ролі Гаррі Бейлі; Френк Альбертсон у ролі Сема Вейнрайта; Вільям Едмундс й Арджентіна Брунетті у ролі подружжя Мартіні. Крука персонажа Біллі втілює дресований крук Джиммі, який з'являвся у багатьох фільмах того часу.

#### Перелік акторів
| Актор               | Роль                                 |
| ------------------- | ------------------------------------ |
| Джеймс Стюарт       | Джордж Бейлі                         |
| Донна Рід           | Мері Гетч                            |
| Лайонел Беррімор    | пан Поттер                           |
| Томас Мітчелл       | дядько Біллі                         |
| Генрі Треверс       | Кларенс Одбоді (янгол другого класу) |
| Б'юла Бонді         | пані Бейлі                           |
| Френк Фейлен        | Ерні                                 |
| Ворд Бонд           | Берт                                 |
| Ґлорія Ґрем         | Вайолет Бік                          |
| Генрі Байрон Ворнер | пан Ґавер                            |
| Френк Альбертсон    | Сем Вейнрайт                         |
| Тодд Карнс          | Гаррі Бейлі                          |
| Семюел Сауті Гайндс | Пітер Бейлі                          |
| Мері Трін           | кузина Тіллі                         |
| Вірджинія Паттон    | Рут Дакін                            |
| Чарльз Вільямс      | кузин Юстас                          |
| Сара Едвардс        | пані Гетч                            |
| Білл Едмундс        | пан Мартіні                          |
| Ліліан Рендольф     | Енні                                 |
| Боббі Андерсон      | маленький Джордж                     |
| Ронні Ральф         | маленький Сем                        |
| Джин Ґейл           | маленька Мері                        |
| Джанін Енн Руз      | маленька Вайолет                     |
| Денні Маммерт       | маленький Марті Гетч                 |
| Джорджі Нокс        | маленький Гаррі Бейлі                |
| Френк Геґні         | тілоохоронець Поттера                |
| Рей Вокер           | Джо (крамниця)                       |
| Чарлі Лейн          | продавець нерухомості                |
| Едвард Кін          | Том (Bldg. & Loan)                   |
| Керол Кумс          | Дженні                               |
| Каролін Ґраймс      | Зузу                                 |
| Ларрі Сіммс         | Піт                                  |
| Джиммі Гокінс       | Томмі                                |

Актори, не зазначені в титрах
- Крук Джиммі як домашній крук дядька Біллі
- Стенлі Ендрюс у ролі пана Велча, чоловіка вчительки
- Ел Брідж у ролі шерифа з ордером на арешт Джорджа
- Адріана Казелотті у ролі співачки вдома подружжя Мартіні
- Еллен Корбі у ролі пані Девіс, клієнтки Bailey Brothers Building & Loan
- Дік Еліотт у ролі лисого чоловіка на ґанку
- Чарльз Галтон у ролі пана Картера, банківського ревізора
- Гаррі Голман у ролі пана Партріджа, директора середньої школи
- Гарольд Лендон у ролі Марті Гетча
- Джозеф Фаррелл Макдональд у ролі чоловіка, чий дід посадив дерево, в яке в'їжджає Джордж
- Марк Робертс у ролі Міккі, студента з ключами від басейну
- Карл Дін Світцер у ролі Фредді Отелло, студента, який невдало намагається залицятися до Мері[12]
- Джозеф Ґренбі озвучив янгола Джозефа
- Мороні Олсен озвучив Старшого янгола[13]
- Том Фадден у ролі доглядача мосту

### Зйомка
При початковому бюджеті 1 700 000 доларів, який згодом у ході виробництва переріс до 3 мільйонів доларів, зйомки проходили з 15 квітня до 27 липня 1946 року.
Більшість сцен фільму було знято на ранчо RKO в Енсіно, Лос-Анджелес, де частину декорацій вже було використано задля фільму 1931 року «Сімаррон». У цьому маєтку було споруджено декорації вигаданого водоспаду Бедфорд, який вважається інженерним шедевром. Ці набори, зібрані за два місяці та вважалися одними з найбільших коли-небудь використовуваних на той час, займали понад 16 квадратних кілометрів поверхні; включав 75 будівель, алею з двадцятьма дорослими дубами, промисловий район, житлові квартали і головну вулицю майже 300 метрів завдовжки. Голуби, коти і пси вільно бродили, щоб надати враження жвавості. Іншими місцями зйомок стали студія власне RKO у Калвер-Сіті та середня школа Беверлі-Гіллз, яка мала допіру збудований критий басейн, показаний у фільмі. Останній, разом із приміщенням, використаним для створення будинку містера Мартіні, є єдиними частинами первісних декорацій, які і досі існують п'ятдесят років по тому. Хоча дії фільму в основному відбувалася за Різдва, зйомки супроводжувалися хвилею літньої спеки, коли температура майже завжди перевищувала 30 °C, що змусило режисера дати акторам позаплановий день відпочинку, аби оговтатися від виснаження.

### Картинка та постановка
Відеозйомкою фільму в основному займався Джозеф Вокер, користувавшись сферичними лінзами.
Спочатку оператором-постановником було призначено Віктора Мілнера, але після попереднього етапу зйомок, що відбувся 8 квітня 1946 року, Френк Капра не був задоволений його роботою. Отже режисер вирішив замінити його, зателефонувавши Джозефу Вокеру, який тоді мав контракт з Columbia Pictures. Колумбія надала Вокеру тимчасовий дозвіл на роботу з Капра, проте відкликала його ще до повного закінчення зйомок; в останній частині яких, своєю чергою, замінив його помічник Джозеф Ф. Бірок. Одна з причин, через котру картинка відіграє дуже важливу роль у фільмі «Це дивовижне життя», полягає в тому, що незважаючи на виявлюваний оптимізм й обнадійливу сторону, фільм припадає до «темного» жанру нуару. Зокрема, нуарна сторона посилюється на одній із останніх фаз фільму, коли головний герой виявляє наслідки свого гіпотетичного неродження, потрапляючи до «Поттерсвілля». Ці епізоди насправді супроводжуються елементами, властивими для нуару, включаючи спогади, низький тон світла, великі плани з високою контрастністю, нетипові кадри і підкреслені звукові ефекти.

### Спецефекти
У деяких газетних статтях повідомлялося, що після двох тижнів зйомок було використано триста тонн вапняку і п'ятдесят тонн білої штукатурки задля відтворення найсильнішої штучної хуртовини, будь-коли знятої. Керівником спецефектів був Рассел Ширман, який використав інноваційний хімічний сніг, аби актори могли безпечно розмовляти під час зйомок. По суті, до того штучний сніг вироблявся з використанням подрібнених кукурудзяних пластівців, що не дозволяло акторам спокійно говорити, вимагаючи подальшого озвучування. Використовуючи сучасні технології, Ширман змішав пінопласт, що використовується у складі деяких порошків вогнегасників, з водою та цукром, створивши розчин, який потім прокачувався під високим тиском через машину, що відтворює вітер; для покриття всього комплексу було використано понад 22 000 літрів. Наслідком став ефект набагато правдоподібнішого снігопаду, ніж у фільмах минулого, що принесло лабораторіям RKO визнання технічної нагороди Американської академії кінематографічних мистецтв і наук.

### Видалені сцени
Після закінчення зйомок деякі сцени були проблемними і тому їх було вирізано, бо вважалися реальними посиланнями до справжніх людей та місць. Спочатку Офіс Бріна, відповідальний за моральну цензуру фільмів, вважав перший поцілунок між Джорджем і Мері надто інтенсивним. Та ж контора, суворо застосовуючи Кіновиробничий кодекс, зажадала й домоглася виключення зі сценарію різних виразів, зокрема «прокляття!», «ідіот», «імпотент», «паршивий» тощо.
Серед сцен, які натомість під час зйомок було змінено, порівняно з тими, що передбачував сценарій, з волі того ж Капра, є: сцена, в котрій Джордж рятує Гаррі (після падіння під лід), в якій також присутній Поттер, що звільнює бійцівських псів, коли головний герой випадково опинився у його саду; і та, в якій Джордж читає «Отче наш», спочатку призначений для формальнішого читання; крім того, після того, як Джордж відвідує свого батька в офісі, він мав подумати про те, щоб порадитися з дядьком Біллі щодо того, що трапилося раніше в аптеці, але зрештою він вирішує проблему самотужки.

## Звукова доріжка
Музику редагував американо-український композитор Дмитро Тьомкін, який вважав, проте, що його працю обмежує Френк Капра, який змінив партитуру за тональністю і тривалістю та перемістив п'єси на свій смак. Такі претензії Капри призвели до розриву їхніх професійних зв'язків. Також Капрі слід приписати вибір п'єси, що супроводжує фінальні сцени — «Алилуя» Альфреда Ньюмана; натомість Тьомкін віддав перевагу «Оді до радості» під музику Бетховена.
Звукова доріжка до фільму в остаточному вигляді включає наступні твори:
| #   | Назва                                      | Автор               | Додатково                          | Тривалість |
| --- | ------------------------------------------ | ------------------- | ---------------------------------- | ---------- |
| 1.  | «Buffalo Gal (Won't You Come Out Tonight)» |                     | головна музична тема               |            |
| 2.  | «Adeste Fideles (O Come All Ye Faithful)»  |                     |                                    |            |
| 3.  | «Charleston»                               |                     |                                    |            |
| 4.  | «My Wild Irish Rose»                       |                     | виконує Томас Мітчелл              |            |
| 5.  | «Wedding March»                            |                     |                                    |            |
| 6.  | «I Love You Truly»                         | Керрі Джейкобс-Бонд | виконують Ворд Бонд і Френк Фейлен |            |
| 7.  | «This Is the Army, Mr. Jones»              |                     |                                    |            |
| 8.  | «When Johnny Comes Marching Home»          |                     |                                    |            |
| 9.  | «Hark! The Herald Angels Sing»             |                     |                                    |            |
| 10. | «Auld Lang Syne»                           |                     |                                    |            |
| 11. | «Twinkle, Twinkle, Little Star»            |                     |                                    |            |
| 12. | «Vieni, vieni»                             |                     | виконує Тіно Россі                 |            |
| 13. | «Avalon»                                   |                     |                                    |            |
| 14. | «The Stars and Stripes Forever»            |                     |                                    |            |
| 15. | «Song of the Islands»                      |                     |                                    |            |
| 16. | «King Porter Stomp»                        |                     |                                    |            |

Протягом 1980-х продюсер Віллард Керрол відновив усю оригінальну музику, написану Дмитром Тьомкіним, з архівів Університету Південної Каліфорнії. Потім у співпраці з композитором і диригентом Девідом Ньюманом він вирішив повторно виконати їх та оприлюднити у повній версії, як вони були первісно написані Тьомкіним, перш ніж їх було вирізано чи змінено під час остаточного монтажу фільму. Потім різні композиції були повторно виконані Королівським філармонічним оркестром під керуванням Ньюмана і включені до збірки Sundance Film Music Series, вперше випущеної Telarc на вінілі 1988 року. На додачу до пісень, взятих із звукової доріжки до «Це дивовижне життя», загальна тривалість яких перевищує 38 хвилин, альбом також містить музику з фільмів «Диво на 34-й вулиці» (1947) та «Скрудж» (1951).

## Нагороди та номінації
- 1947 — 5 номінацій на премію «Оскар»: найкращий фільм, найкращий режисер (Френк Капра), найкращий актор (Джеймс Стюарт), найкращий монтаж (Вільям Горнбек), найкращий запис звуку (Джон Олберг)
- 1947 — премія «Золотий глобус» за найкращу режисуру (Френк Капра)
- 1990 — фільм поміщений в Національний реєстр фільмів
- 1994 — почесна премія «Молодий актор» колишній зірці-дитині (Джиммі Гокінс)

## Цікаві факти

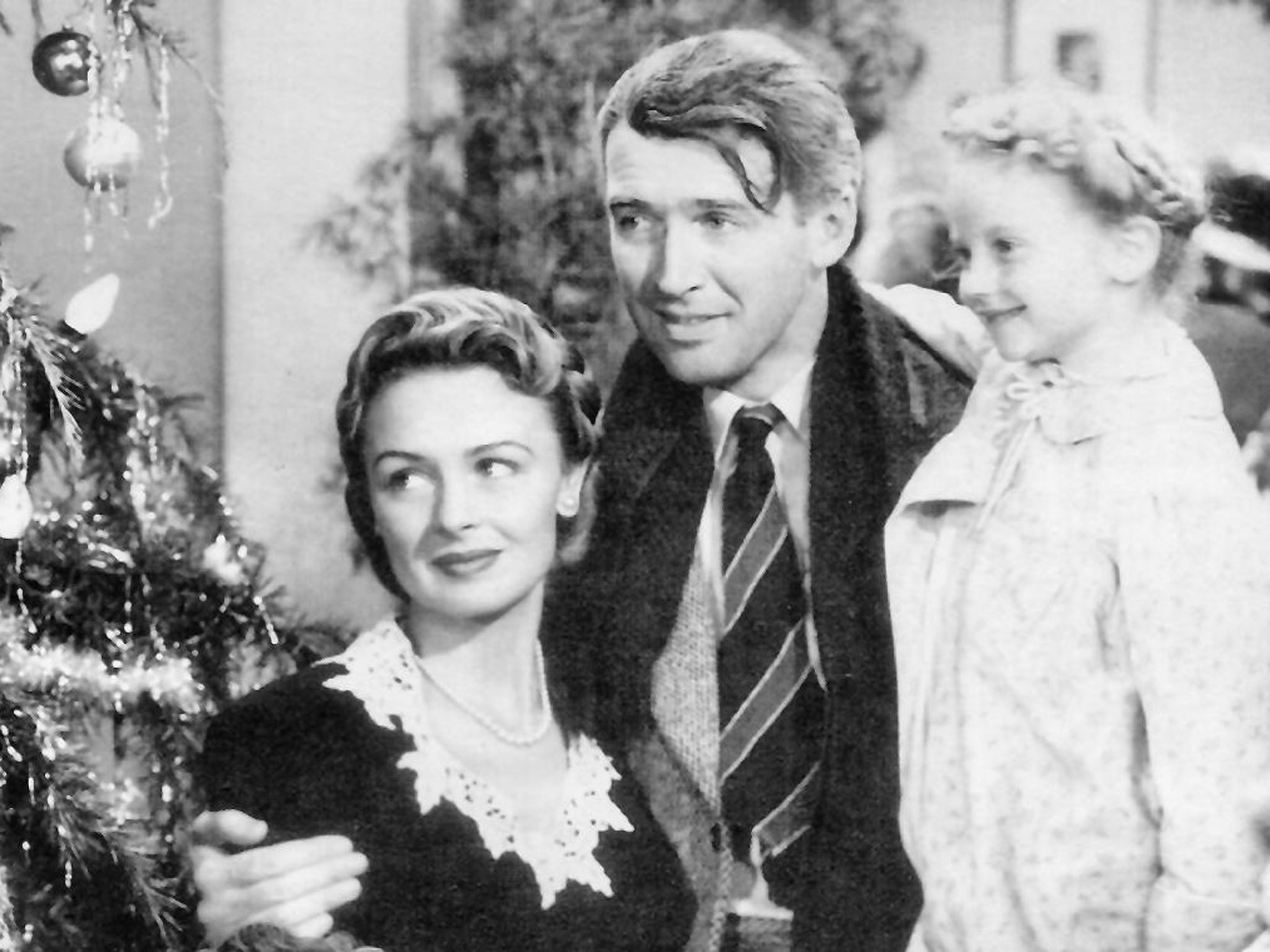
Кадр з фільму

- У 2004 канал BBC вибирав найкращі фільми, які не отримали «Оскар». Фільм «Це дивовижне життя» посів друге місце.[26].
- За версією Американського інституту кіномистецтва (мова про американські фільми) «Це дивовижне життя» займає:
  - 1998 рік — 11-е місце в списку найвидатніших фільмів
  - 2002 рік — 8-е місце у списку найвидатніших фільмів про кохання
  - 2003 рік — Джордж Бейлі на 9-му місці в списку позитивних героїв; Генрі Поттер на 6-му місці в списку лиходіїв
  - 2006 рік — 1-е місце в списку найбільш надихаючих фільмів (маються на увазі фільми, які надихають жити, боротися і вірити в людей)
  - 2008 рік — 3-є місце в списку найвидатніших фентезі-фільмів.
- З 1970-х років в США фільм регулярно показують на провідних телеканалах у різдвяний святвечір.